# ميغان غيل
ميغان كيت غيل (بالإنجليزية: Megan Gale)‏ (ولدت في 7 أغسطس 1975) عارضة أزياء، سفيرة علامة تجارية، مصممة أزياء وممثلة أسترالية، عرفت عن دورها في فيلم ماكس المجنون: غضب الطريق عام 2015 .

## روابط خارجية
- الموقع الرسمي
- ميغان غيل على موقع IMDb (الإنجليزية)
- ميغان غيل على موقع أول موفي (الإنجليزية)
- ميغان غيل على موقع قاعدة بيانات الفيلم (الإنجليزية)
- ميغان غيل على موقع دليل عارضات الأزياء (الإنجليزية)